# Národný futbalový štadión
Národný futbalový štadión – stadion piłkarski w Bratysławie, stolicy Słowacji. Został otwarty 3 marca 2019 roku. Może pomieścić 22 500 widzów. Swoje spotkania rozgrywają na nim piłkarze klubu Slovan Bratysława oraz reprezentacja Słowacji. Obiekt powstał w miejscu dawnego stadionu Tehelné pole.
Nowy stadion Slovana Bratysława powstał w miejscu istniejącego w latach 1940–2013 Tehelnégo pola. Stary stadion został wyłączony z użytku w 2009 roku, jednak jego rozbiórkę i budowę nowej areny przez jakiś czas przekładano na później. Ostatecznie opustoszały i niszczejący obiekt został rozebrany w 2013 roku, a symboliczne rozpoczęcie budowy miało miejsce 8 grudnia 2014 roku, jednak jego właściwa budowa rozpoczęła się dopiero w roku 2016. Uroczysta inauguracja nowego obiektu miała miejsce 3 marca 2019 roku, kiedy to na stadionie rozegrano mecz derbowy pomiędzy Slovanem i Spartakiem Trnawa, wygrany przez drużynę gospodarzy 2:0. Reprezentacja Słowacji swoje pierwsze spotkanie na obiekcie rozegrała 13 października 2019 roku, remisując towarzysko z Paragwajem 1:1.